# Flugplatz Herrenteich

i7
i11
i13
Der Flugplatz Herrenteich (ICAO-Code: EDEH) ist ein Sonderlandeplatz. Betrieben wird er vom SFC Schwetzingen, welcher auch einen Großteil der Flugbewegungen am Platz selbst ausmacht. Zusätzlich findet ein Großteil des Sprungbetriebs des FSC Mannheims hier statt. Der Flugplatz befindet sich am Rhein und liegt nahe bei Hockenheim, Speyer und Ketsch.

## Vereine und Flugschulen
Am Flugplatz Herrenteich sind zwei Flugschulen bzw. Vereine ansässig:
- Sportfliegerclub Schwetzingen e. V.
- Fallschirm Sportclub Mannheim e. V.

## Hochwasser
Durch seine Lage am Rhein ist der Flugplatz trotz Dämmen bei Hochwasser im Regelfall überschwemmt. Das Trocknen nach dem Hochwasser dauert teils mehrere Wochen an, während dieser Zeit ist kein Flugbetrieb möglich.

## Zwischenfälle
Am 3. August 2017 kollidierte eine Pilatus PC6 Porter mit Pilot sowie zehn Fallschirmspringern an Bord mit einem Traktor, welcher auf dem Vorfeld stand. Es entstand erheblicher Sachschaden – verletzt wurde jedoch niemand.